# Marie Myriam
Marie Myriam, född 8 maj 1957 i Braga, Portugal, är en fransk sångerska som vann Eurovision Song Contest 1977 med L'oiseau et l'enfant, skriven av Jean-Paul Cara och Joe Gracy. Hon har sedan varit den som presenterat Frankrikes röstresultat, vid ett flertal av senare års Eurovision Song Contest.

## Diskografi
- 1976: Ma colombe
- 1977: Toutes les chansons du monde
- 1979: Toujours partir
- 1979: Le Cœur somnambule
- 1979: Les Visiteurs de Noël
- 1979: Chansons pour Casimir
- 1982: Le Merveilleux Voyage de Nils Holgersson au pays des oies sauvages (singel)
- 1982: Sentimentale
- 1985: La Plus Belle Chanson d'amour
- 1985: Vivre
- 1985: Nostalgia
- 1987: Tout est pardonné
- 1988: Dis-moi les silences
- 1988: En plein cœur (singel)
- 1989: Pour toi Arménie
- 1989: La Solitude des rois
- 1991: VII (endast utgiven i Québec)
- 1992: Petit homme (singel)
- 1994: 14 plus grands succès (samlingsskiva)
- 1995: Atout (samlingsskiva)
- 1996: Charme (samlingsskiva)
- 2007: Encore (samlingsskiva med nya låtar)